# Champignol malgré lui (film)
Pour plus de détails, voir Fiche technique et Distribution.
Champignol malgré lui est un film français réalisé par Fred Ellis, sorti en 1933. C'est une adaptation de la pièce éponyme de Georges Feydeau.

## Fiche technique
- Titre : Champignol malgré lui
- Réalisation : Fred Ellis
- Scénario : Fred Ellis et Aimé Simon-Girard, d'après la pièce de Maurice Desvallières et Georges Feydeau
- Musique : Raoul Moretti
- Production : Aimé Simon-Girard et Hesgé
- Pays d'origine :  France
- Format :  Noir et blanc - son mono
- Durée : 96 minutes
- Date de sortie : France : 20 octobre 1933

## Distribution
- Armand Dranem : Chamel
- Janine Guise : Janine Champignol
- Pierre Etchepare : Singleton
- Robert Hasti : le capitaine Camaret
- André Urban : Champignol
- Lulu Vattier : Charlotte
- Suzette O'Nil : la cantinière
- Louis Rollin : Grosbon
- Aimé Simon-Girard : André de Saint-Florimond
- Louis Vonelly
- Suzy Leroy
- Saint-Allier
- Émile Seylis